# Kobieta w ludowym stroju huculskim (szkic Stanisława Masłowskiego)
Kobieta w ludowym stroju huculskim – szkic polskiego malarza Stanisława Masłowskiego (1853–1926) sygnowany po prawej stronie u dołu: „S.MASŁOWSKI/98.”, znajdujący się (2023) w zbiorach Muzeum Narodowego w Warszawie

## Opis
Jest to szkic wykonany tuszem polskiego malarza Stanisława Masłowskiego (1853–1926) o wymiarach 25,5 × 14,6 cm, sygnowany z prawej strony u dołu:: „S.MASŁOWSKI/98.”
Na niniejszym szkicu jest widoczna z profilu postać kobiety z opuszczonymi przed siebie rękoma – odzianej w ludowy strój huculski. Zwraca w nim uwagę bogato zdobiona koszula wzbogacona o naszyjniki. Szczegóły formy – kształtu (np. falbanek koszuli) artysta osiągnął dzięki umiejętnemu posługiwaniu się – za pomocą tuszu – subtelnościami walorowymi.

## Uzupełniające informacje
Data na sygnaturze nie jest równoznaczna z datą powstania obrazu. Pisał bowiem na ten temat syn artysty, historyk sztuki Maciej Masłowski: „Artysta niektóre ze swych drobnych prac sygnował w wiele lat po namalowaniu i albo wtedy stawiał datę podpisu, albo próbował stawiać datę prawdziwą i wtedy mylił się zazwyczaj o dobrych parę lat”. Studium powstało więc nie później niż w 1898 roku.

## Literatura
- Stanisław Masłowski – Materiały do życiorysu i twórczości, oprac, Maciej Masłowski, Ossolineum, Wrocław 1957
- https://cyfrowe.mnw.art.pl/pl/katalog/767315 (dostęp: 25 stycznia 2023)